# Yoshida Ken’ichi (Schriftsteller)

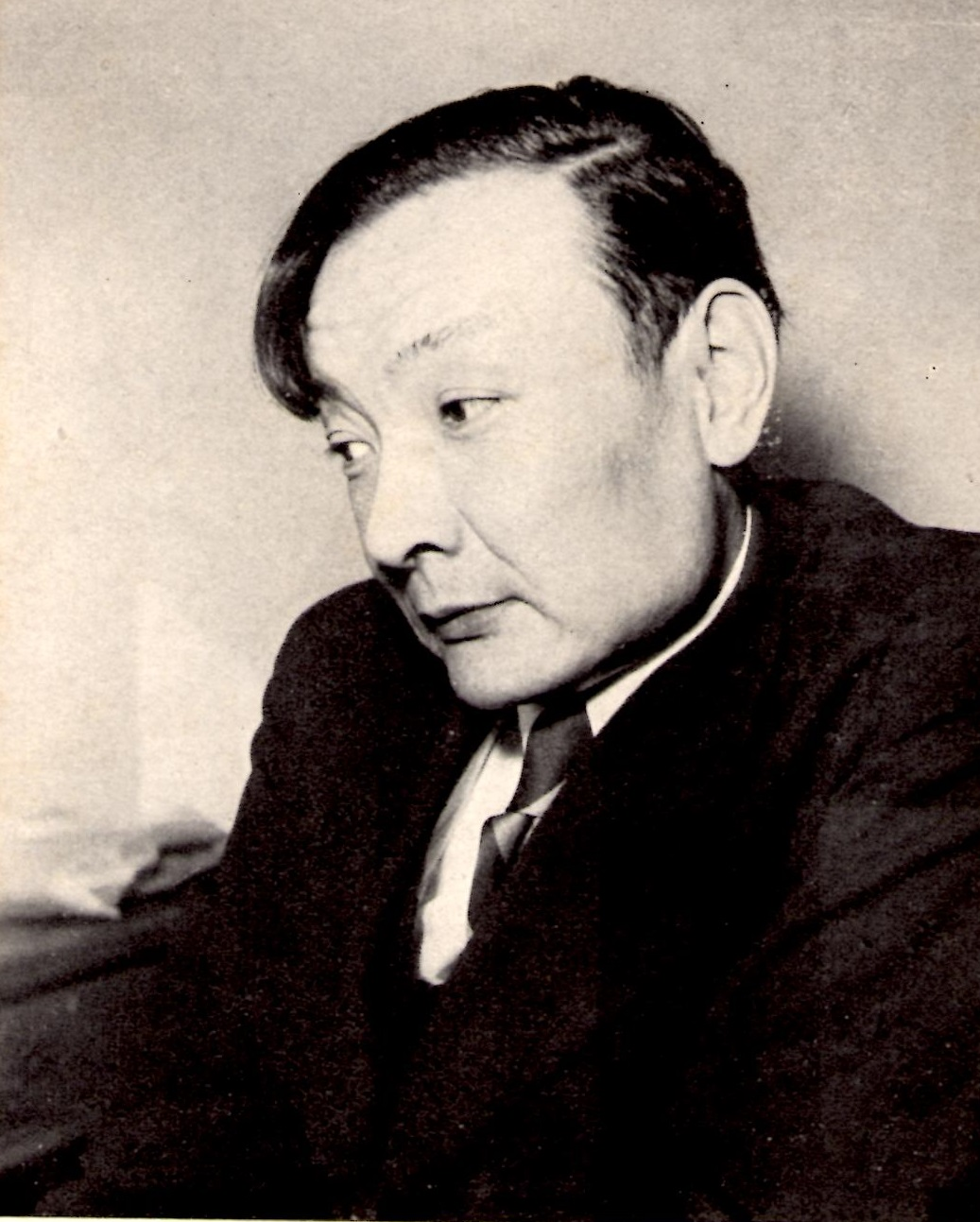
Yoshida Ken’ichi

Yoshida Ken’ichi (jap. 吉田 健一; * 1. April 1912 in Tokio; † 3. August 1977) war ein japanischer Schriftsteller und Anglist.

## Leben
Der Sohn des Diplomaten und späteren Premierministers Yoshida Shigeru verbrachte seine Kindheit in China, Frankreich und Großbritannien. Nach dem Besuch der Gyōsei-Mittelschule ging er an die Cambridge University, um englische Literatur zu studieren, kehrte jedoch bereits nach einem Jahr nach Japan zurück.
1935 debütierte Yoshida mit der Übersetzung von Edgar Allan Poes autobiographischem Memorandum. 1939 gründete er mit Nakamura Mitsuo und Yamamoto Kenkichi die Literaturzeitschrift Hihyō (批評), in der er Kritiken zu modernen englischen und französischen Autoren veröffentlichte. Ab Ende der 1940er Jahre veröffentlichte er Schriften zur englischen Literatur und insbesondere zu Shakespeare.
Daneben verfasste Yoshida auch eigene literarische Werke, so die Erzählungen Shuen (酒宴) und Zankō (残光) und den Roman Gareki no Naka (瓦礫の中).
Für seine Kritik Shakespeare und Gareki no Naka erhielt er 1956 bzw. 1970 den Yomiuri-Literaturpreis.